# Elk City, Oklahoma
Elk City är en ort i Beckham County i Oklahoma. Vid 2020 års folkräkning hade Elk City 11 561 invånare.

## Kända personer från Elk City
- Tex Gibbons, basketspelare
- Jimmy Webb, musiker